# MGL
MGL (англ. Multiple Grenade Launcher), иногда (англ. Multi-Shot Grenade Launcher) или M32 Milkor — ручной многозарядный полуавтоматический гранатомет револьверного типа, разработанный в 1981 году. Производится в Южно-Африканской республике компанией Milkor Marketing (переименована в Rippel в 2007 году). Помимо этого лицензионные копии гранатометов выпускаются в Хорватии на заводе RH Alan, в Болгарии заводом Арсенал АД, в Китае корпорацией «Norinco» и в США компанией Milkor USA, Inc.
Состоит на вооружении армии США под обозначением M32 и ещё около 30 стран.

## Конструкция
Гранатомет имеет револьверную схему, состоит из трубы с рукояткой, барабанного блока, корпуса с осью и силовой штангой, ударно-спускового механизма с пистолетной рукояткой и складного приклада. Для установки дополнительного оснащения (дневных и ночных прицелов) вокруг ствола предусмотрены планки «Пикатини». Сам гранатомет изготавливается из штампованной стали, барабан для гранат — из алюминиевого сплава, рукоятки и фурнитура - пластиковые.
В основе автоматики подачи боеприпасов лежит храповый механизм вращения барабана, который освобождается под действием давления пороховых газов, отводимых из ствола. Несмотря на усложнение конструкции оружия, такое решение дает возможность в случае осечки выстрела попытаться выстрелить той же гранатой еще раз.
Оснащается штатным коллиматорным прицелом.

## Номенклатура боеприпасов
Может быть использован со всеми низкоскоростными (40×46 мм LV) боеприпасами стран НАТО, например:
- M406 — фугасный выстрел (HE)
- M433 — кумулятивный выстрел (HEDP) для поражения легкобронированных целей
- M576 — выстрел с крупной дробью (20 шарообразных картечин)
- M670 — дымовой выстрел
- M585 — вспомогательный боеприпас для освещения и сигнализации
- M651 — нелетальный выстрел со слезоточивым газом
- XM1060 — термобарический боеприпас для борьбы с противником в укрытиях и фортификационных сооружениях
- HUNTIR (англ. High-altitude Unit Navigated Tactical Imaging Round) — выстрел для забрасывания вверх инфракрасной видеокамеры, которая спускаясь на парашюте позволяет осмотреть окрестности[3]

## В популярной культуре

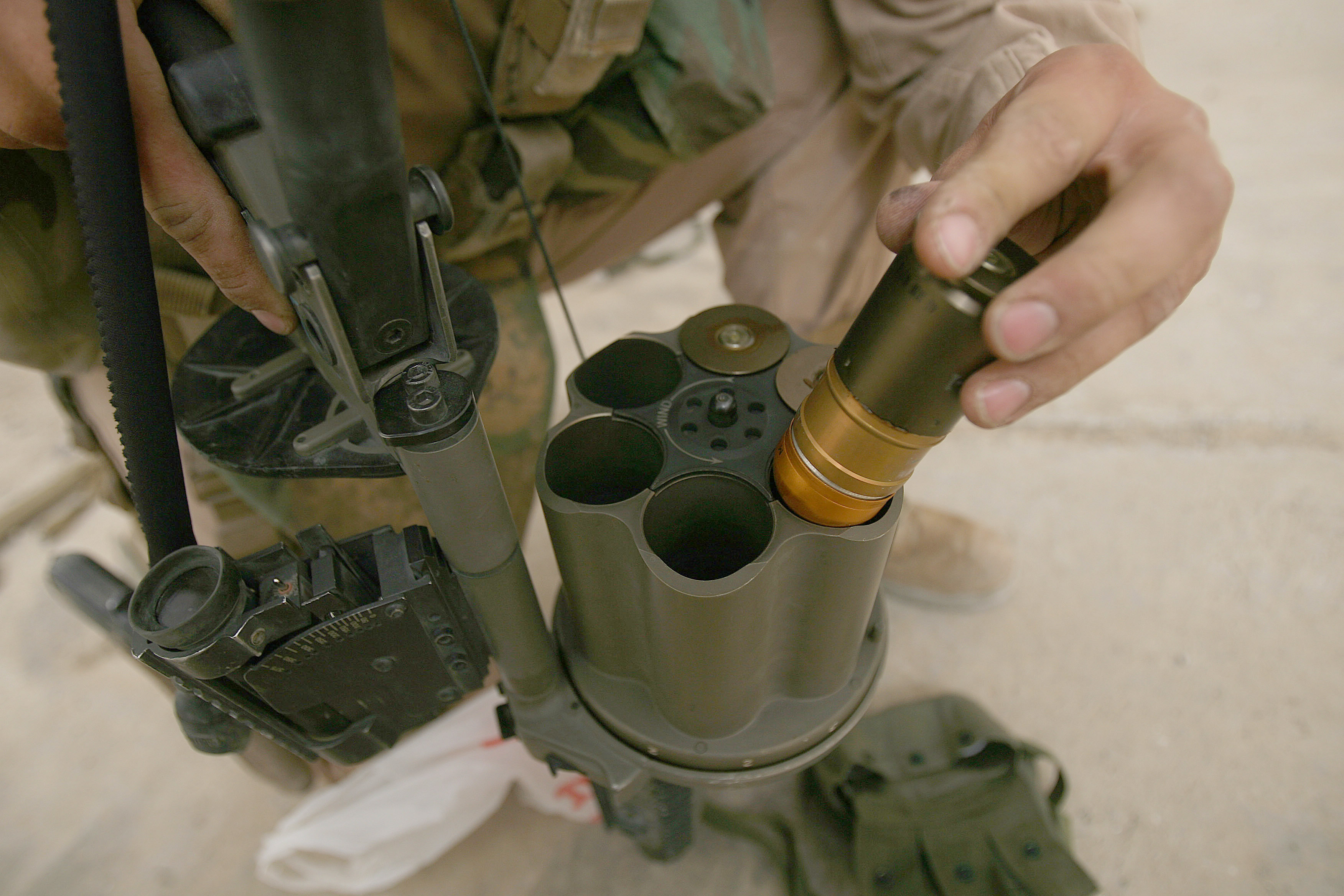
Заряжание гранатомёта 40-мм гранатами

Данный гранатомёт присутствует в следующих видео-играх:
- Arma II
- Battlefield 4 — под названием «M32 GL» (в качестве подбираемого оружия с большим показателем урона).
- Escape from Tarkov
- Call of Duty: Black Ops II — под названием «МЗГ» (многозарядный гранатомёт).
- Call of Duty: Ghosts — под названием «MK32».
- Call of Duty: Modern Warfare — под названием «MGL-32»
- Cataclysm: Dark Days Ahead
- Combat Arms — под названием «M32»
- Far Cry 2 — под названием MGL-140 самое мощное оружие в игре
- GTA V — 10 зарядный в отличие от оригинала
- Squad
- Killing Floor
- Max Payne 3
- Operation Flashpoint: Dragon Rising
- PAYDAY 2
- PROTOTYPE (в обеих частях)
- PUBG MOBILE — является эксклюзивным оружием режима Payload
- Resident Evil 5 — двенадцатизарядный, в отличие от оригинального.
- Spec Ops: The Line
- В оружейном симуляторе-игре «World of Guns:Gun Disassembly» можно ознакомиться с реальным функционированием 3D модели M32 MGL
- World War Z
- Crysis: Warhead

The finals, один из вариантов вооружения тяжёлого класса.
В кинематографе:
- Трансформеры — им вооружена большая часть американских солдат.
- S.W.A.T.: Огненная буря — используется гидрозаряды спецназом для обезвреживания террориста.
- Робокоп 3 — главный злодей во время погони пользуется MGL с подствольным пистолетом-пулеметом Cobray M11/9.
- Sword Art Online Alternative: Gun Gale Online — главная героиня Мию вооружена двумя MGL.
- Сверхъестественное — в багажнике автомобиля, используется в 12 сезоне 22 серии.

## Варианты

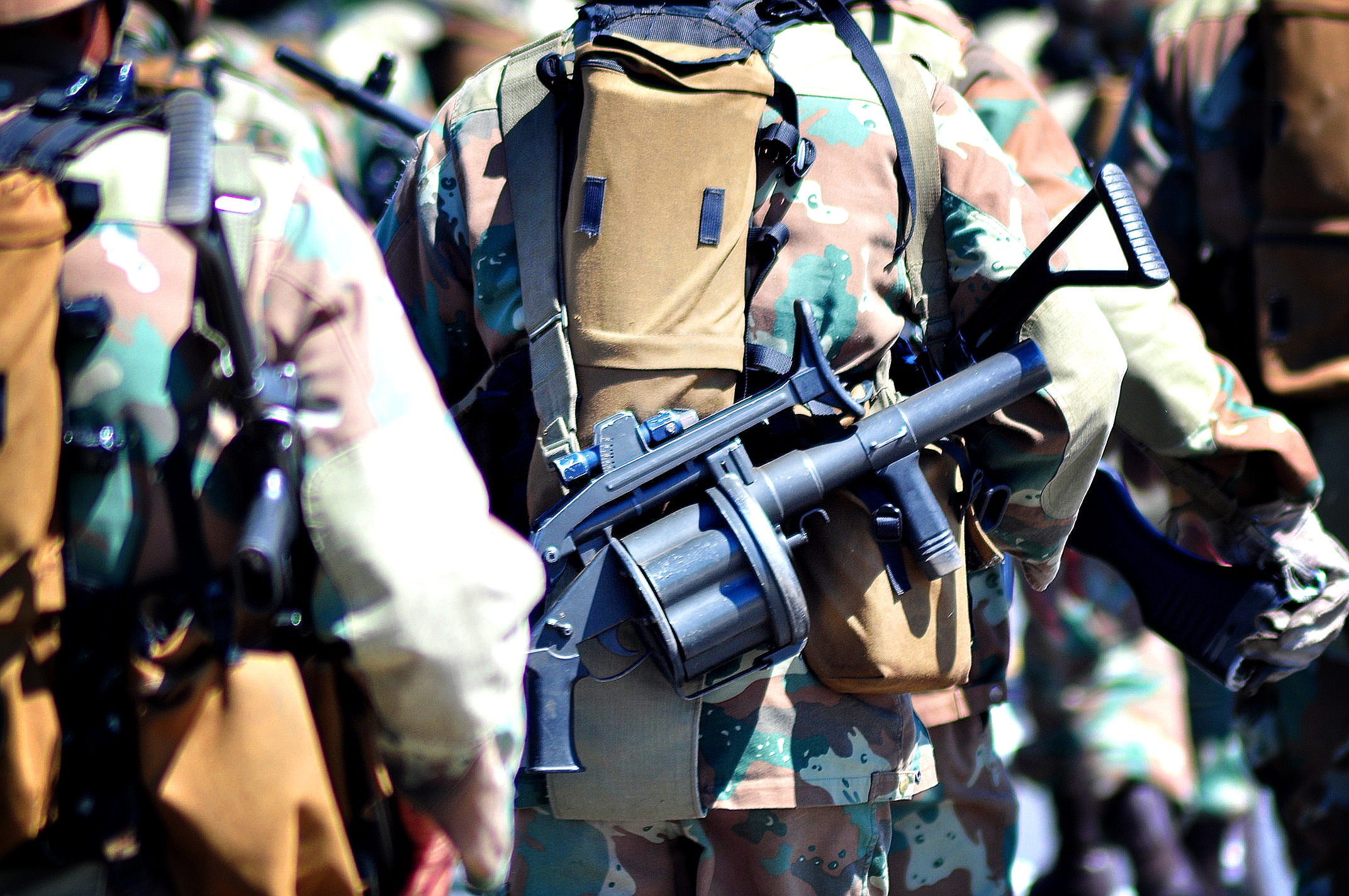
Южноафриканские военнослужащие с гранатомётом Y2 MKI MGL

- MRGL (англ. Milkor 40mm SuperSix Multiple Range Genade Launcher) — под новый вид среднескоростных боеприпасов 40×51 мм MV
- MGL Mk.1L / MGL-140 — с удлиненными камерами в блоке барабана для использования с боеприпасами нелетального действия